# Thomas Rohde

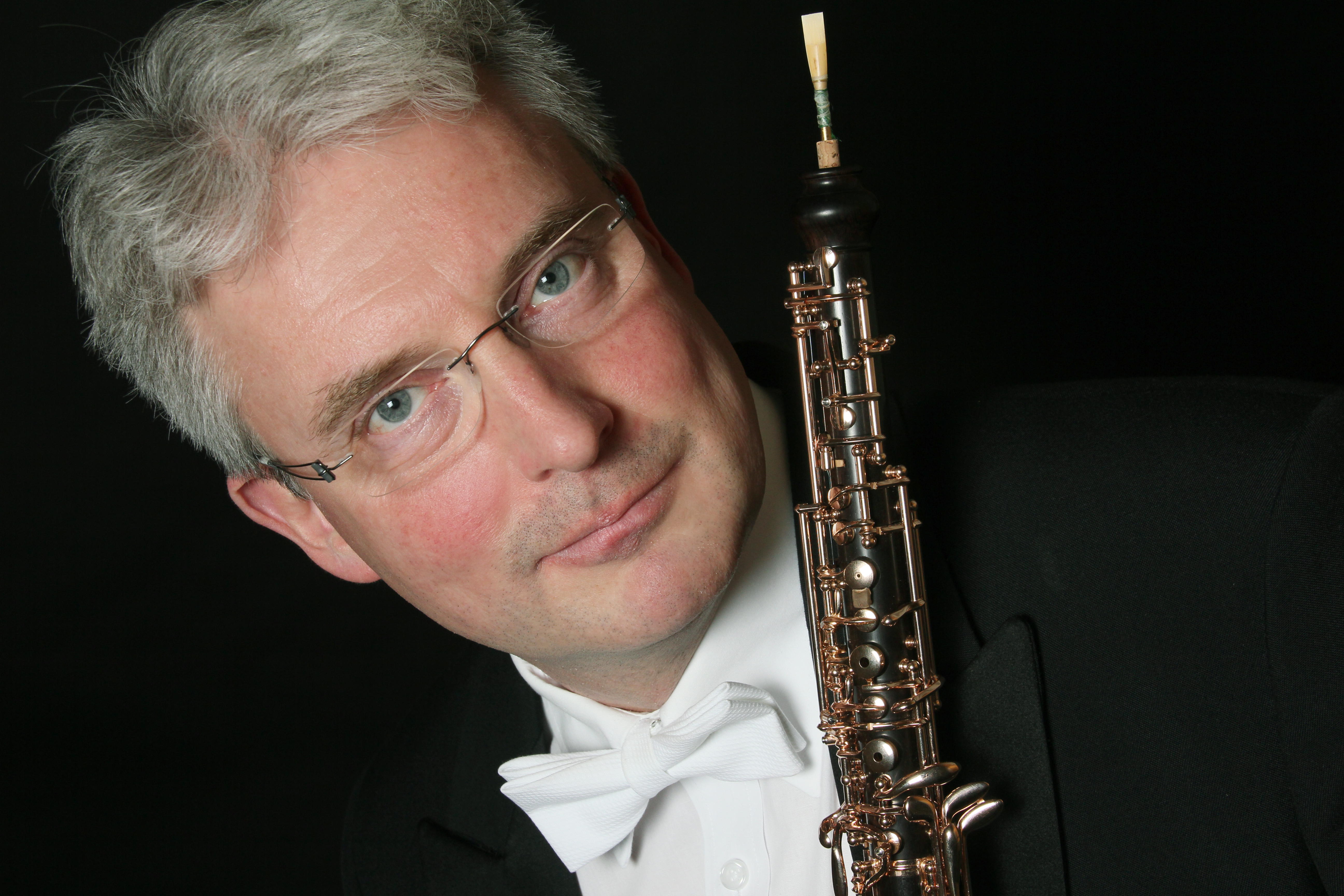
Thomas Rohde (2012).

Thomas Rohde (* 20. April 1962 in Bremen) ist ein deutscher Oboist.

## Leben
Er war 9 Jahre lang Mitglied im Knabenchor „Unser Lieben Frauen“ in Bremen. Sein Oboenstudium absolvierte er bei Wolfgang Hoth in Bremen und Winfried Liebermann in Hamburg. Als 20-Jähriger wurde er am Nationaltheater Mannheim als Solo-Oboist engagiert. 1988 kam er als Solooboist an das Philharmonische Staatsorchester Hamburg, das in der Hamburger Staatsoper spielt.
Rohde erhielt 1995 den Eduard-Söring-Preis. Er war 1997 Mitglied des von Seiji Ozawa gegründeten und geleiteten Saito-Kinen-Orchesters. Seit 1998 spielte er mehrfach im Bayreuther Festspielorchester mit und war als Gast in vielen Orchestern tätig (Bayerisches Nationaltheater, Staatsoper Berlin, Deutsche Oper Berlin, Bamberger Symphoniker, Münchner Philharmoniker).
Rohde spielte unter namhaften Dirigenten wie Zubin Mehta, Lorin Maazel, James Levine, Christian Thielemann, Gary Bertini, Christoph Eschenbach, Simone Young, Kent Nagano, Kyrill Petrenko und Seiji Ozawa. Er führt regelmäßig Meisterkurse in Asien. Auch hat er einige CD-Einspielungen von Solo-Konzerten und Kammermusik, wie zum Beispiel Strauß und Johann Sebastian Bach. Rohde unterrichtet eine Oboenklasse am Hamburger Konservatorium.